# Jeff Wilbusch
Jeff Wilbusch (nombre de nacimiento Iftach Wilbuschewitz, Haifa, 14 de noviembre de 1987) es un actor germano-israelí. 

## Biografía
Wilbusch nació el 14 de noviembre de 1987 en Haifa, Israel. Creció en la comunidad judía jasídica Satmar de Mea Shearim en Jerusalén. El yidis es su lengua materna y es el mayor de 14 hermanos.
A los 13 años dejó la comunidad y se mudó a Ámsterdam para terminar su educación. Estudió economía y, en 2011, obtuvo un máster en economía internacional en la Universidad de Ámsterdam. Después de terminar su licenciatura, se mudó a Múnich y estudió teatro en la Escuela de Artes Escénicas Otto Falckenberg hasta 2015. Habla cinco idiomas: inglés, neerlandés, alemán, hebreo y yidis. Vive en Berlín.

## Carrera
En 2018, interpretó el papel de Anton Mesterbein en la miniserie de la BBC - AMC The Little Drummer Girl y el de Noah Weisz en la serie de televisión germano-luxemburguesa Bad Banks. En 2020, interpretó a Moishe Lefkovitch en la miniserie original germano-estadounidense de Netflix Unorthodox.

## Filmografía

### Televisión
| Año  | Título                                | Papel               | Notas                   |
| ---- | ------------------------------------- | ------------------- | ----------------------- |
| 2016 | Um Himmels Willen                     | Ben de Vries        | 1 episodio              |
| 2017 | Lockdown: Tödliches Erwachen          | Georg Horn          | Película de TV          |
| 2018 | Bad Banks                             | Noah Weisz          | Papel principal Hulu    |
| 2018 | The Little Drummer Girl               | Anton Mesterbein    | 3 episodios BBC One-AMC |
| 2018 | Der Staatsfeind                       | Yousef Musi         | Miniserie de TV         |
| 2018 | Polizeiruf 110                        | René "Renate" Helms | 1 episodio              |
| 2018 | Die Kanzlei                           | Bernd Riedel        | 1 episodio              |
| 2019 | Cologne P.D.                          | Davide Sortino      | 1 episodio              |
| 2019 | Die Spezialisten - Im Namen der Opfer | Entrenador          | 1 episodio              |
| 2019 | Der Staatsanwalt                      | Nikos Weber         | 1 episodio              |
| 2020 | Unorthodox                            | Moishe Lefkovitch   | Papel principal Netflix |
| 2020 | Wild Republic                         | Attila              | Preproducción           |

### Películas
| Año  | Título                          | Papel                  | Notas          |
| ---- | ------------------------------- | ---------------------- | -------------- |
| 2017 | Einmal bitte alles              | Max                    |                |
| 2019 | Rate Your Date                  | Josh                   |                |
| 2020 | The Dawn Breaks Behind the Eyes | Fridolin/Gregor Grause | Postproducción |